# Université d'Asmara
L'université d'Asmara (University of Asmara ou UoA en anglais) était une université publique érythréenne située à Asmara, la capitale du pays.

## Historique
L'université d'Asmara est fondée en 1954 sous le nom de Holy Family University Institute par la congrégation missionnaire Piae Matres Nigritiae des sœurs Comboni Sisters. Elle est la première université privée du pays et prévoit de fournir une éducation supérieure aux Érythréens, mais l'inscription s'effectue au début en italien. À partir de 1964, l'université délivre des programmes et des diplômes d'Associate degree dans les arts, le commerce et les sciences. Durant les années 1970, l'université est profondément restructurée, et son nombre d'étudiants passe de 300 à 2.700. Un programme d'échange est mis en place avec l'université d'Addis-Abeba.
De 1983 à 1991, le président de l'université d'Asmara est Tewolde Berhan Gebre Egziabher.
En 2001, les étudiants protestent contre le ministère de l'éducation les appelant à prendre congé lors des saisons de pluie, et de se reconvertir temporairement en agents du recensement dans les campagnes érythréennes. Le 31 juillet 2001, le président de l'union syndicale Semere Kesete est arrêté à son domicile. Entre août et septembre 2001, le conflit escalade et les étudiants subissent des violences graves de la part des autorités qui résultent parfois en décès. L'université commence alors à refuser les nouvelles admissions. Dès 2002, les études de premier cycle (Undergraduate programs) sont supprimées. Les demandes d'admission sont redirigées vers l'EIT. Les voyages académiques à l'étranger sont supprimés. Durant l'année universitaire 2005-2006, l'université n'est pas opérationnelle. L'université ferme ses portes en 2007, après avoir diplômé sa dernière promotion. Quelques jours avant sa fermeture, l'université venait de lancer les cursus de Master.
D'autres sources affirment que la fermeture de l'université est liée au fait que celle-ci centralisait et monopolisait tous les cursus d'éducation supérieure dans le pays, ce qui empêchait un développement diversifié du secteur éducatif érythréen. Après la fin définitive des admissions en 2003, sept établissements d'éducation supérieure ont hérité des accréditations de l'université d'Asmara. De 2004 à 2012, le nombre d'étudiants érythréens suivant une éducation supérieure et passé de 5.000 à 17.000. Le Dr. Tadesse Mehari, dernier président de l'université d'Asmara, est devenu le directeur du National Board for Higher Education (NBHE) qui pilote cette transformation.
Une coopération technique autour de l'enseignement du français a existé dans l'université jusqu'à sa fermeture. En juillet 2005, l'université d'Asmara signe un accord avec l'institut national des langues et civilisations orientales (INALCO) pour promouvoir l'enseignement des langues érythréennes, un accord qui est resté sans suite.
En septembre 2013, le président Isaias Afwerki annonce la réouverture de l'université d'Asmara. Le cursus principal est la langue érythréenne et les études culturelles. Isaias Afwerki est lui-même chancelier de l'université, et a lui-même traduit les manuels d'enseignement. L'université propose également un cours d'"économie créative" et de "révisionnisme de l'Histoire". L'université n'a pas d'accréditation officielle et ne délivre pas de diplômes.